# Amblychaeturichthys hexanema
Amblychaeturichthys hexanema és una espècie de peix de la família dels gòbids i de l'ordre dels perciformes.

## Depredadors
A la Xina és depredat per Cynoglossus semilaevis i Paralichthys olivaceus, a Corea per Lophius litulon, i a Hong Kong per Saurida elongata i Platycephalus indicus.

## Hàbitat
És un peix marí, de clima temperat i demersal.

## Distribució geogràfica
Es troba a la Xina, Corea i el Japó.

## Observacions
És inofensiu per als humans.